# Lîmanți, Snihurivka
Lîmanți (în ucraineană Лиманці) este un sat în comuna Novotîmofiivka din raionul Snihurivka, regiunea Mîkolaiiv, Ucraina.

## Demografie
Componența lingvistică a localității Lîmanți
     Ucraineană (91,75%)
     Rusă (8,25%)
Conform recensământului din 2001, majoritatea populației localității Lîmanți era vorbitoare de ucraineană (91,75%), existând în minoritate și vorbitori de rusă (8,25%).